# Adoretus madibirensis
Adoretus madibirensis är en skalbaggsart som beskrevs av Ohaus 1917. Adoretus madibirensis ingår i släktet Adoretus och familjen Rutelidae. Inga underarter finns listade i Catalogue of Life.